# Coptotettix zaujiangensis
Coptotettix zaujiangensis är en insektsart som beskrevs av Zheng, Z. och G. Jiang 2006. Coptotettix zaujiangensis ingår i släktet Coptotettix och familjen torngräshoppor. Inga underarter finns listade i Catalogue of Life.